# Evelyne Crochet
Evelyne Crochet (* 1934 in Paris) ist eine französisch-amerikanische Pianistin.

## Biografie
Evelyne Crochet wurde 1934 in Paris geboren, wo sie bei Yvonne Lefébure und Nadia Boulanger am Konservatorium Klavier studierte. 1953 gewann sie einen ersten Preis des Konservatoriums. Ihre weitere pianistische Ausbildung absolvierte sie bei Edwin Fischer und Rudolf Serkin. Beim Internationalen Wettbewerb in Genf 1956 gewann sie den ersten Preis und beim Tschaikowski-Wettbewerb in Moskau 1958 war sie eine der Preisträgerinnen. In Bern hörte Rudolf Serkin ihr Spiel und lud sie daraufhin ein, Schülerin in seinen Meisterklassen zu werden. Crochet folgte dem Angebot und  siedelte 1958 dauerhaft in die Vereinigten Staaten über. Als Solistin trat sie in vielen amerikanischen und europäischen Konzertsälen auf, so unter anderem der Carnegie Hall in New York City, der Symphony Hall in Boston, der Orchestra Hall in Chicago, der Royal Festival Hall in London, dem Concertgebouw und dem Wiener Konzerthaus. Sie arbeitete langjährig mit dem Boston Symphony Orchestra zusammen, konzertierte aber auch mit vielen anderen bedeutenden Orchestern, in Deutschland unter andern mit dem Bayerischen Rundfunksinfonieorchester und der NDR Radiophilharmonie. Als akademische Lehrerin war sie an verschiedenen amerikanischen Universitäten tätig (Brandeis University, Rutgers University, Boston University, Georgia State University und am New England Conservatory in Boston).
Ihr Repertoire umfasst drei Jahrhunderte vom Barock bis in die Moderne. Sie spielte unter anderem das gesamte Klavierwerk von Gabriel Fauré sowie 2006 das Wohltemperierte Klavier (WT) Teil I und II auf CD ein. Der Musikkritiker Richard Dyer verglich im Boston Globe ihre Interpretation des WT I+II mit denen von Daniel Barenboim und Wladimir Aschkenasi und bezeichnete sie als „die am meisten befriedigende“ unter allen zeitgenössischen Aufnahmen („... the most completely satisfying ...“).